# Идальго (штат)
Ида́льго (исп. Hidalgo; испанское произношение: [iˈðalɣo]), полное официальное название: Свободный и Суверенный Штат Идальго (исп. Estado Libre y Soberano de Hidalgo) — штат в Мексике, со столицей в городе Пачука-де-Сото. Численность населения, по данным переписи 2020 года, составила 3 082 841 человек. Площадь штата составляет 20 987 км².

## Этимология
Штат назван в честь героя войны за независимость Мексики Мигеля Идальго (исп. Miguel Gregorio Antonio Ignacio Hidalgo y Costilla y Gallaga Mondarte Villaseñor, 1753—1811).

## География

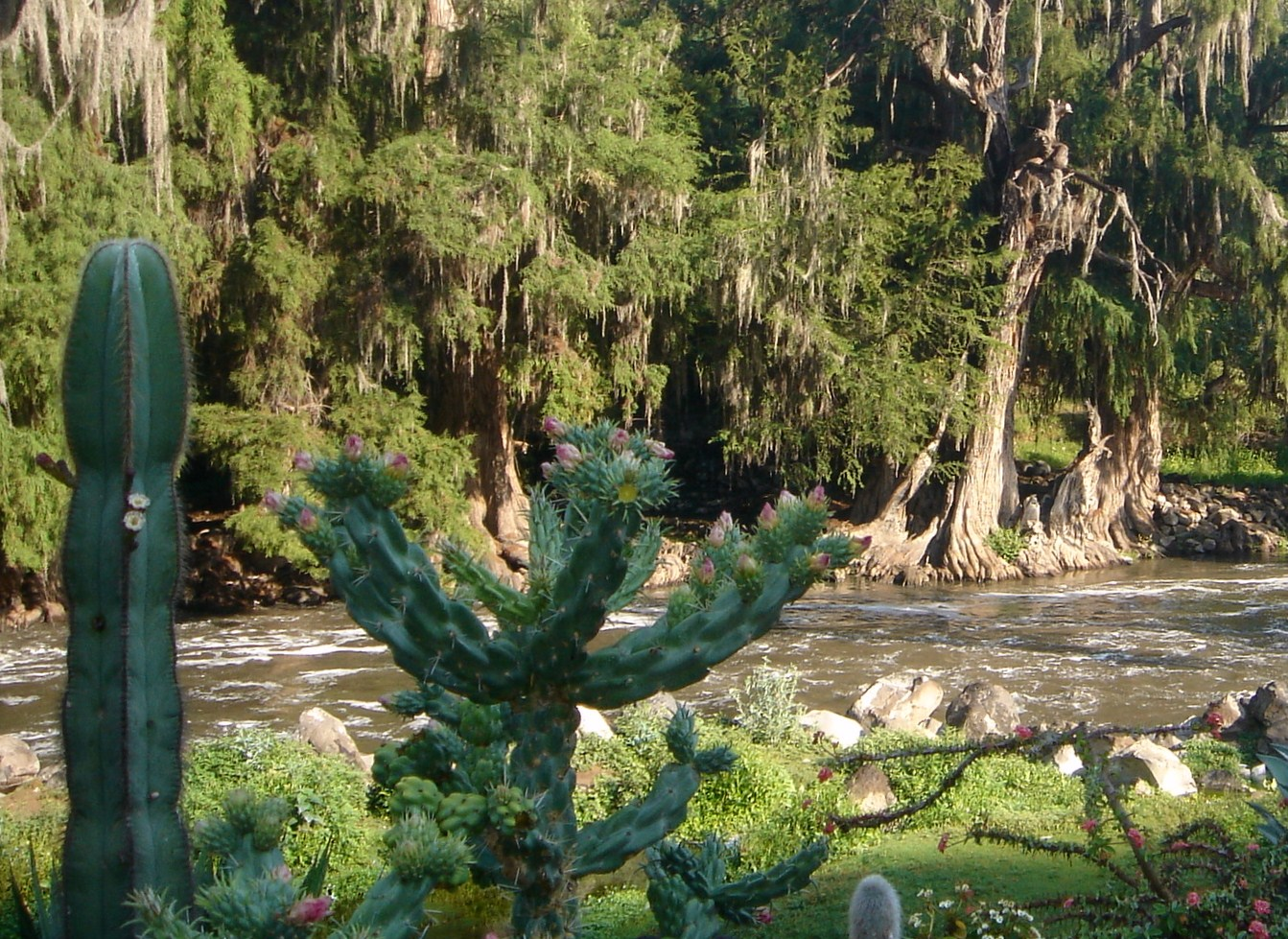
Река Тула

Территория штата расположена на высотах от нескольких метров до 3300 метров. Выделяют 3 основных географических региона: прибрежная равнина, Сьерра-Мадре Восточная и Альтиплано-Меридиональ, где расположены самые высокие вершины. Небольшой регион на севере штата — самая низкая территория с самым жарким климатом. Второй регион имеет высоту около 800 м и более умеренный климат. Третий регион имеет среднюю высоту в 2000 м и наиболее холодный климат. Самые высокие точки Идальго: Серро-ла-Пеньюэла (3350 м), Серро-эль-Хиуинго (3240 м), Серро-ла-Паила (3200 м), Серро-лас-Навахас (3180 м), Серро-де-Агуал-Асуль (3040 м) и Серро-эль-Эстансия (3020 м).

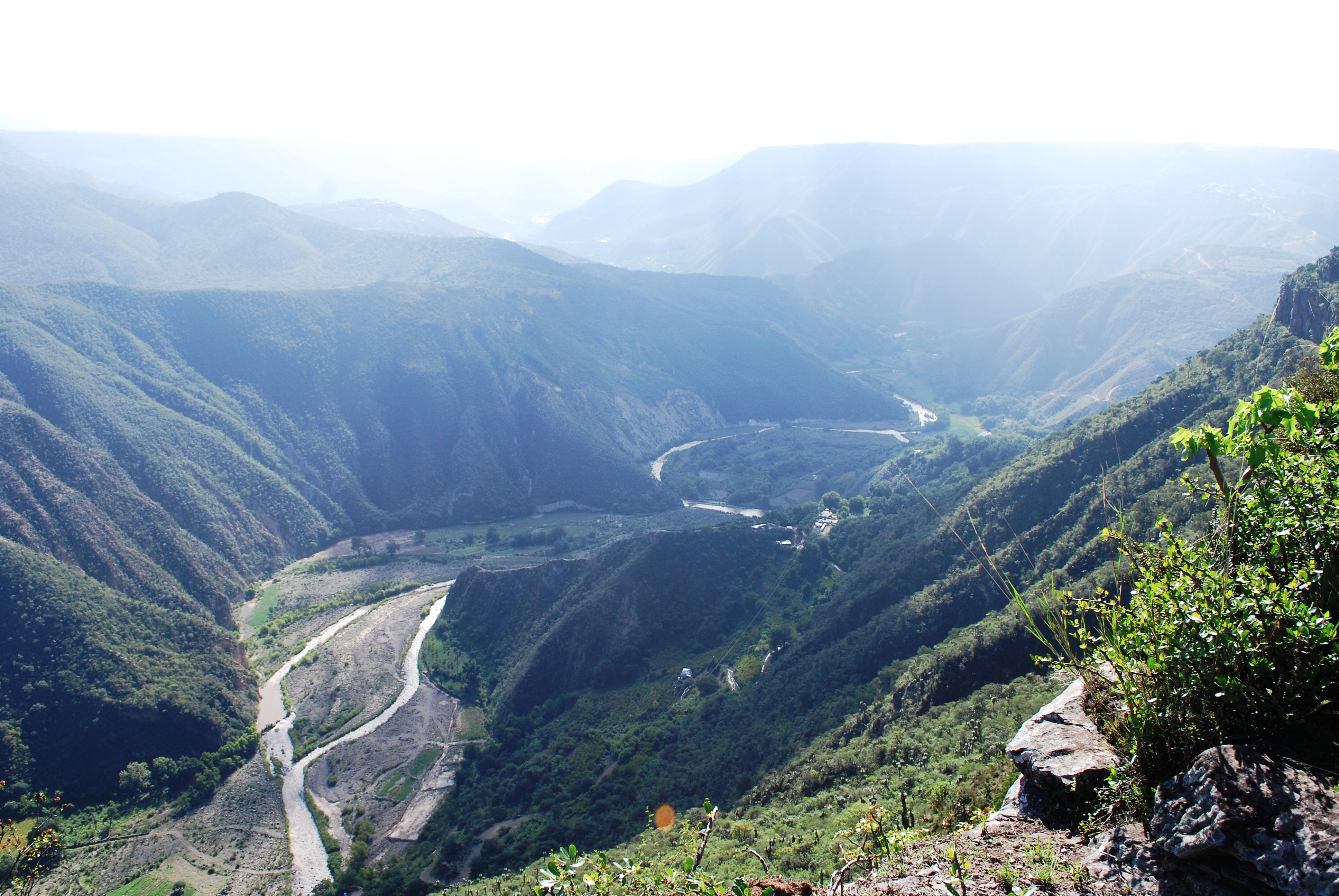
Вид на каньон, муниципалитет Уаска-де-Окампо

Основные реки включают: Тула, Амахас и Мецтитлан. Все реки штата относятся к бассейну вышеперечисленных трёх рек за исключением реки Сан-Хуан, которая формирует часть границы со штатом Керетаро.
Амахас начинается в Сьерра-де-Пачука и течёт на юго-восток. Мецтитлан берёт начало на границе со штатом Пуэбла и впадает в озеро Мецтитлан. Основные озёра включают: Мецтитлан, Супитлан (Тулансинго), Сан-Антонио, Пуэблилья и Каррильос.
Множество географических регионов создают большое разнообразие климата. Большая часть штата расположена в области умеренного климата со средними температурами от 20 до 30 °С. Уровень осадков колеблется от 250 до 2800 мм. Леса занимают около 22 % от общей территории. Растительность представлена полупустынными растениями, которые сменяются соснами и каменными дубами на более высоких территориях. Небольшая территория занята также тропическим лесом.

## История

### До-испанское время

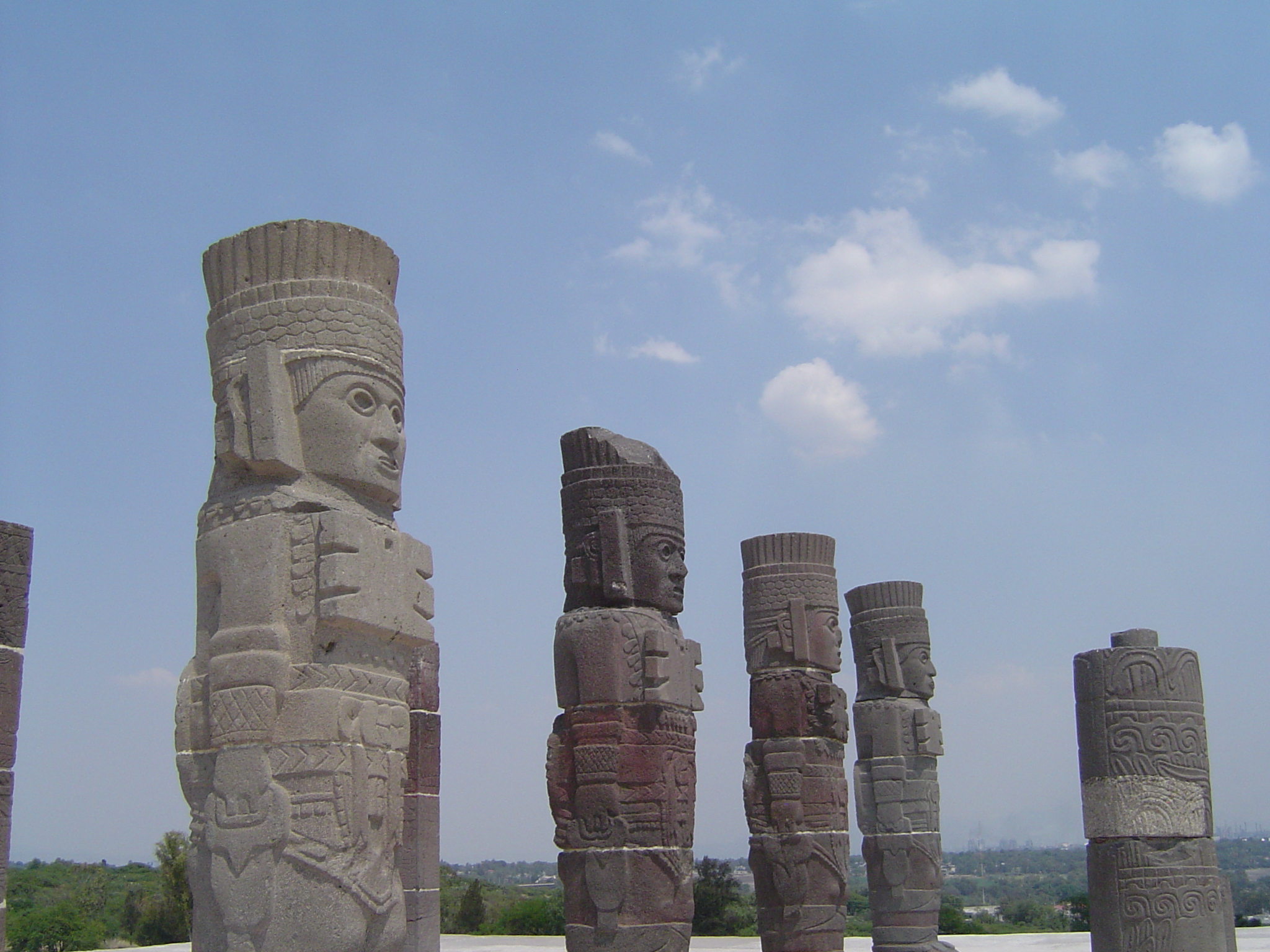
Стелы в Туле

Самые древние останки человека на этой территории, найдены в Уапалькалько (Huapalcalco), в 3 км на север от Тулансинго (Tulancingo) и датируются по крайней мере 7 тысячами лет до н. э. Многочисленные миграции коренных жителей имели место здесь, главным образом проходившие с севера, и осваивавшие долину Мехико. Уастеки заняли север штата, прибрежные районы штата Веракрус, на побережье Мексиканского залива.
Отоми жили в регионе долины Мескиталь (Mezquital), который был сердцем их территории, где были найдены поселения Уичапан (Huichapan), Ишмилькильпан (Ixmiquilpan) и Актопан (Actopan). В VII веке в Шочикотлане обосновались тольтеки. Отсюда они рассеялись по разным местностям, основали города, один из которых — Толлан (совр. Тула), стал столицей их государства. Тольтеки снова заселили Уичапан и основали Тулансинго. Они, в конечном счёте, были вытеснены чичимеками, которые построили свою столицу в Метцтитлане (Metztitlán). Культура тольтеков достигла высокого развития. Великие учёные и художники, философы и астрологи, торговцы и воины, жили в Толлане.
После основания города Мехико-Теночтитлана, в XII веке сюда пришли ацтеки, которые сначала обосновались в Мишкиауале (Mixquiahuala), а затем — в Тисаюке (Tizayuca). В конечном счёте, именно ацтеки овладели большей частью территории современного Идальго. Территория современного штата Идальго вошла в состав обширной империи ацтеков. Благодаря своему расположению в самом центре долины Мехико, Идальго стал важной частью ацтекской империи. Он лежал на важных дорогах, ведущих от Мексиканского залива до побережья Теночтитлана. Из-за своего стратегического расположения Идальго часто был объектом нападений захватчиков, которые пытались получить контроль над центральной Мексикой.

### Испанское время
В 1521 началось завоевание этой империи испанскими конкистадорами, а в 1528 на территории Идальго началась испанская колонизация, когда капитан Ф. Тельес (Francisco Téllez) пришёл из Мехико-Теночтитлана, а П. Родригес де Эскобар (Pedro Rodríguez de Escobar) и А. Барриос (Andrés Barrios) прибыли в Ишмилькильпан и Метцтитлан для сбора налогов. После испанского завоевания Ацтекской империи, конкистадоры нарезали для себя земли, принадлежавшие ацтекам. Э. Кортес (Hernán Cortés) овладел землями к северо-востоку от города Мехико.

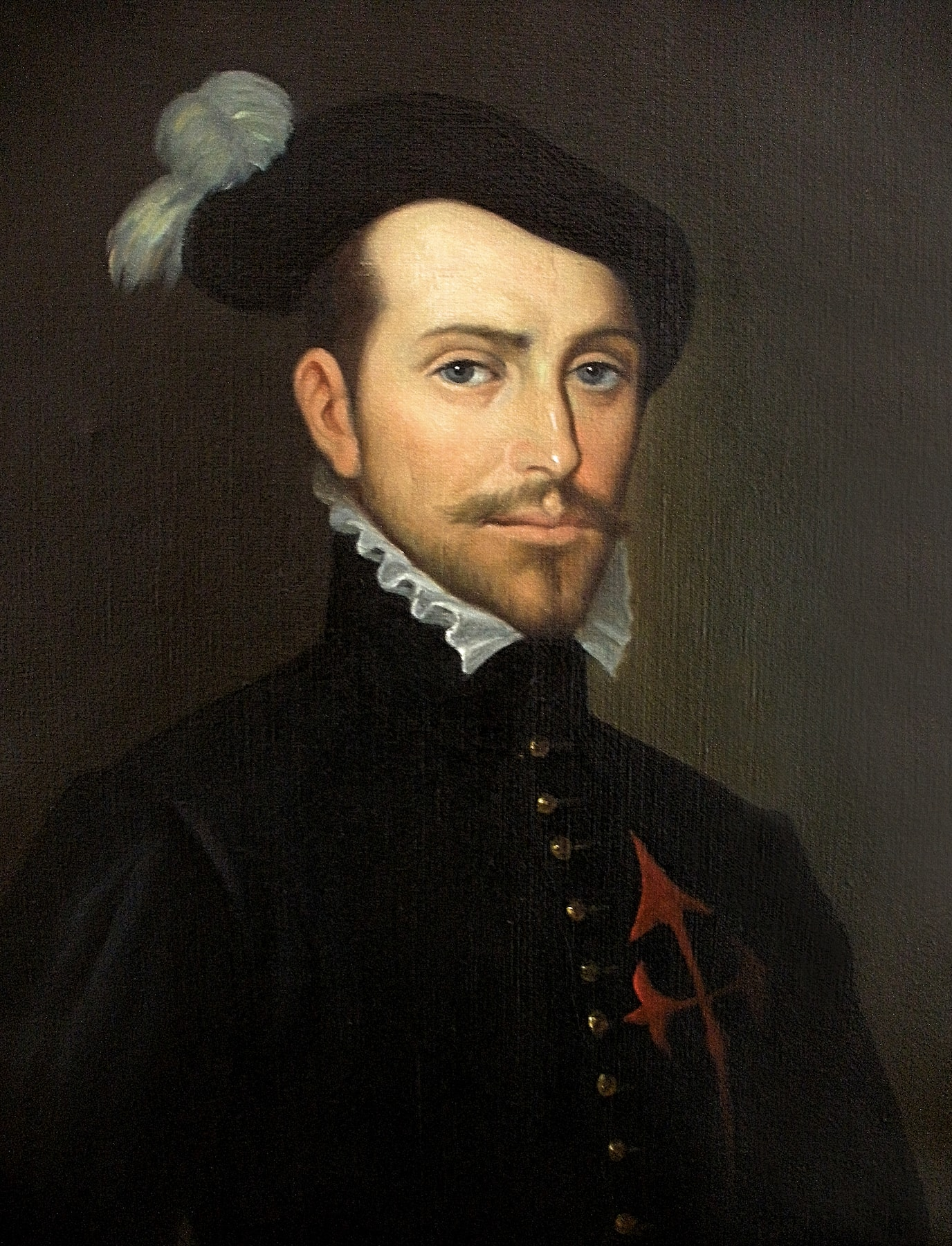
Кортес в молодые годы

Вскоре после прибытия монахов францисканцев в 1523, началось обращение в христианство туземных народов. Монахи, жившие в Тескоко (Texcoco), посетили несколько раз Тепеапулько (Tepeapulco), заставляя индейцев сжечь храм своего бога Уицилопочтли (Huitzilopoztli). За полвека монахи построили в Идальго много церквей и 30 монастырей. Это изменило социальную, экономическую и культурную структуру областей, поскольку испанцы взяли под свой контроль природные ресурсы, особенно полезные ископаемые, а рабочую силу предоставляли индейцы.
Административно территория Идальго вошла в состав интенденсии Мехико вице-королевства Новая Испания. Это также привело к уменьшению численности индейского населения. Особенно это произошло в течение губернаторства Н. Бельтрана де Гусмана (Nuño Beltrán de Guzmán). К 18в. основой экономики региона составляли горнодобывающая промышленность и сельскохозяйственные асьенды. Большая часть сельского производства в колониальный период была сосредоточена на выращивании мелкого скота — свиней, овец, а также производства лёгкого спиртного напитка пульке (pulque) из местных растений магей (maguey) — агавы.
Однако, добыча серебра, золота и других металлов в Пачуке была основой экономики области в колониальный период и после достижения независимости. В 18 в. производство продуктов горной промышленности упало. В августе 15. 1766 шахтёры Реаль дель Монте забастовали, прибыли в Пачуку, где передали властям свой манифест. Однако, горная промышленность была возрождена Первым Графом Реглы — Педро Ромеро де Терреросом (Pedro Romero de Terreros), который открыл новые золотоносные жилы, в основном около Реаль дель Монте.
Несмотря на испанский контроль и усилия по евангелизации с 16 в. по 18 столетие многие из племени отоми, а также других туземных народов не были полностью порабощены, особенно в районах Сьерра Горда и Сьерра Баха. Многие в Идальго, особенно среди индейцев, встали на сторону борца против испанского правления М. Идальго и Костилью (Miguel Hidalgo y Costilla), дав таких лидеров, как Х. М. Корреа (José María Correa) и Х. А. Магоса (José Antonio Magos), которые были активны в области Долины Мескиталь. Первое вооружённое восстание за независимость в регионе возглавили М. Санчес (Miguel Sánchez) и Х. Вильягран (Julián Villagrán) в районе Уичапана, где совершили набег на королевские войска на пути из Мехико в Керетаро. Вильягран и его сын Хосе Мария преследовали роялистов в регионе с 1810 по 1813, когда они были пленены и расстреляны. В октябре 5. 1810 и 23 апреля 1812 повстанцы в числе более 500 человек и всего с двумя пушками, во главе с М. Серрано (Miguel Serrano), В. Беристаином (Vicente Beristáin) и П. Эспиносой (Pedro Espinosa), осуществили нападения на Пачуку, взяв город. Лишь три населённых пункта не сдавались повстанцам. Однако, крупных сражений войны за независимость Мексики в регионе не происходило.

### Время независимости

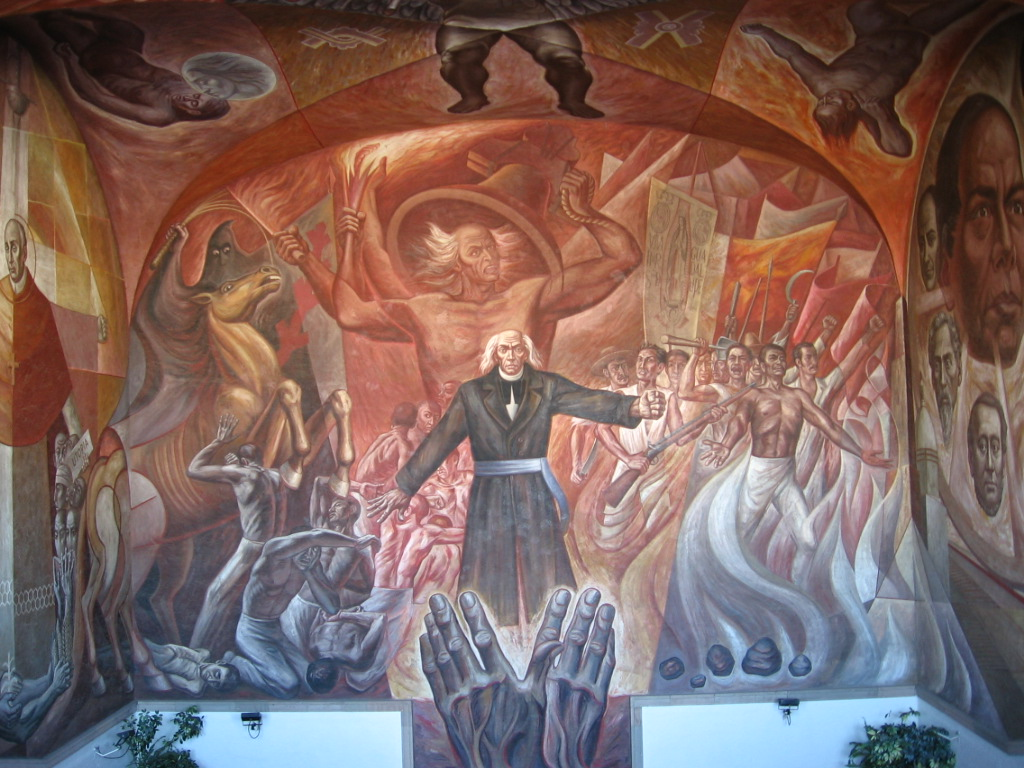
Мураль с изображением Мигеля Идальго-и-Костильи, (Ороско, Дворец правительства в Гвадалахаре)

Когда война закончилась в 1821, страна была разделена на множество департаментов. В 1824, с принятием Мексикой федеральной конституции, страна была поделена в административном отношении на автономные штаты. Современный Идальго (муниципалитеты Тула, Тулансинго и Уэхутла) был включен в состав штата Мехико.
Экономические последствия для шахт Пачуки и Реаль дель Монте во время Войны за независимость были губительны. В 1824 для восстановления этого сектора экономики были привлечены британские горнодобывающие компании, которые привезли с собой новые паровые машины и законтрактовали корнуэльских шахтёров.
В 1828 году идеологические разногласия между бывшими повстанцами привели к столкновениям Николаса Браво (Nicolás Bravo) — вице-президентом республики и сторонником централизма с президентом Г. Викторией (Guadalupe Victoria). Браво потерпел поражение у Тулансинго и был выслан в Колумбию. Англичане были вынуждены продать свои предприятия мексиканским предпринимателям в 1849, и горнодобывающий сектор вновь пришёл в упадок. В феврале 18. 1856 группа граждан во главе с мэром Г. Майоргой (Gabriel Mayorga) в Хакале подписали документ, в котором выразили ряд либеральных взглядов. Эта группа способствовала среди прочего отделению церкви от государства, свободе религии, ограничению власти монастырей и введения Аграрного Закона. Многие из их инициатив нашли отражение в конституции 1857 года. После принятия этой конституции начались столкновения консерваторов и либералов, штат, как и вся страна, был погружен в пучину гражданской войны. В 1861 году правительство обширного штата Мехико было сосредоточено в Толуке — к востоку от города Мехико. Расстояние до столицы было одной из причин, почему нужно было отделить от штата Мехико часть территории и создать новый штат. Когда французские войска вторглись в центральную Мексику в 1862, большая часть страны была разделена на три военных сектора для защиты. Второй сектор имел свою столицу в Актопане, и его границы примерно совпадали с границами современного штата Идальго. Французы преуспели в том, что усадили габсбургского принца Максимилиана I на трон императора Мексики, который в 1865 посетил Пачуку. Вскоре после этого повстанческое движение усилилось.

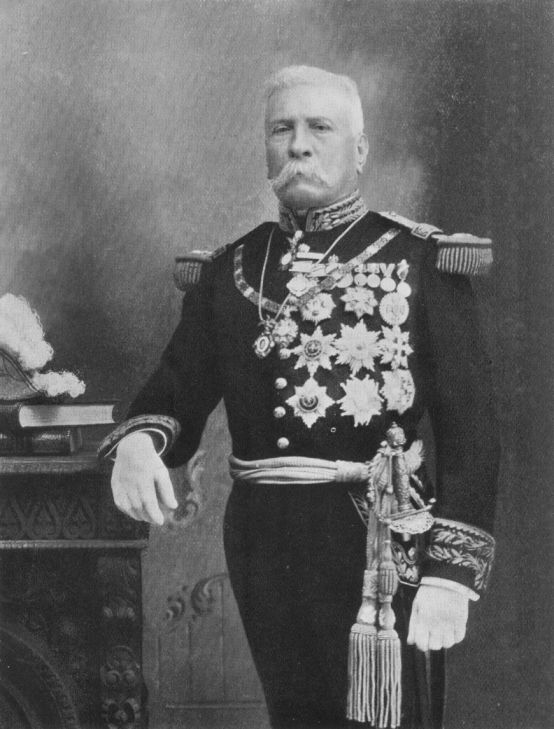
П. Диас

Когда император был свергнут, новое республиканское правительство 16. января 1869 решило преобразовать этот военный сектор в новый штат. Он был назван в честь видного борца за независимость Мексики М.Идальго и Костильи. Первым губернатором Идальго стал А. Тагле (Antonio Tagle). С момента создания штата и до периода президентства Порфирио Диаса (Porfirio Díaz), экономика, особенно её горнодобывающий сектор, была неустойчивой. Во время правления Диаса штатом руководил один из лучших друзей президента Р. Кравиото (Rafael Cravioto), которого вскоре сменил его дядя С. Кравиото (Simón Cravioto). В конце 1880-х, ряд современных изобретений, таких как телеграф, телефон и железная дорога помог экономике Идальго. Он также принес очередную волну иностранных инвестиций в горнодобывающую промышленность. К середине 1900-х годов, большую часть горного производства в Пачуке и Реаль-дель-Монте находились под контролем американских компаний, таких как United States Mining Smelting and Refining Company. Хозяйства по производству пульке, были преуспевающими в конце 19 и начале 20 веков. За 20 лет правления семьи Кравиото население штата увеличилось с 427 340 до 558 769 человек, из которых 80 % не умели читать и писать. Большая часть территории Идальго была разделена на 195 асьенд, в то время на всё население штата приходилось 336 учителей, 85 юристов и 56 врачей. Росло производство асьенд, прежде всего производивших пульке, английские фирмы начали производить цемент в регионе Тула и Тепехи дель Рио, где и в Тулансинго были открыты прядильно-ткацкие фабрики. Процветание штата лучше всего было видно в Пачуке, где строилось много зданий, а многие сельские районы по-прежнему оставались довольно бедными. Ситуация располагала к тому, чтобы штат встретил мексиканскую революцию.
Во время Мексиканской революции, местные вооруженные группировки, такие как одна во главе с Ф. П. Мариэлем (Francisco P. Mariel) в Уэхутле (Huejutla), померились силами с правительственными войсками. Войска во главе с Н. Флоресом (Nicolas Flores) взяли Хакалу (Jacala) и угрожали Симапану (Zimapan) и Исмикильпану (Ixmiquilpan) в 1911 году. Позднее в том же году Г. Эрнандес (Gabriel Hernandez) взял Тулансинго (Tulancingo) и Пачуку, заставив тогдашнего губернатора отказаться от власти. После этого Порфирио Диас сбежал из страны, и несколько фракций стали бороться за власть здесь. Правительство штата было захвачено в 1915 году А. Санхинсом (Agustin Sangins), который объявил себя сторонником В. Уэрты (Victoriano Huerta), что побудило противников взять в руки оружие в районе Уастеки, Хакалы и Тулансинго. Победа изначально принадлежала тем, кто поддерживал Уэрту. Когда правительство последнего пало, в штате хаотически менялись губернаторы, каждый из которых поддерживался различными фракциями.
Когда война, наконец, окончилась к 1920 году, в штате была введена новая конституция. В июле 6. 1920 году состоялся первый полет биплана с почтой, пилотируемый О. Руисом Гавиньо (Horacio Ruiz Gaviño), который взлетел из Пачуки и сел в Мехико после 53 минут полёта.
Война снова оставила горнодобывающую промышленность в руинах, а также произошло дезертирство американских компаний. Модернизация почти разрушенной инфраструктуры начались в 1920-х годах с реконструкцией телефонных линий и строительством автомобильных дорог в пределах штата. С 1929 по 1933 губернатор Б. Варгас (Bartolomé Vargas Lugo) — представитель право-социалистической Институционно-Революционной партии (PRI) начал строительство шоссе Пачука-Уэхутла. С 1938 по 1941 было завершено строительство шоссе Пачука — Туспан. В 1930-х годах активы таких компаний, как Cruz Azul Cement были экспроприированы, были созданы популярные схемы кредитования, такие как Banco de Credito Ejidal. Более 130 школ в сельской местности были построены. Строительство и модернизация инфраструктуры продолжалась в течение остальных лет 20-го века. Эта волна горнодобывающей активности стала снижаться в середине 20 века, вызывая ухудшение положения в экономике штата, особенно в области Пачука. В 1950-х и 1960-х годов были предприняты усилия для смещения экономики штата от сельского хозяйства и горнодобывающей промышленности к промышленности. В 1952 году построена фабрика Diesel Nacional (DINA) по производству автомобильных дизельных двигателей.
Старый Автономный Институт (Instituto Científico Literario Autónomo de Hidalgo) в 1961 году был преобразован в Автономный Университет Штата (Universidad Autónoma del Estado), с целью подготовки инженеров и других специалистов, для обеспечения стимула развития промышленности. Предпринимались усилия по строительству жилья, особенно в пригородах для рабочих, которые работали на недавно построенных заводах.
Рост площади Большого Мехико достигла южной границы штата Идальго в конце 20 и начале 21-го века с муниципалитетом Tizayuca официально добавлен в регионе в 2005 году. Одной из проблем, самой южной части штата в первых десятилетиях 21 в., являлось загрязнение воды из долины Мехико. Мехико выкачивает избыток воды из области, тогда как долины не имеют естественного орошения. Эта вода стала все более загрязненной и вызывала повреждение северных районов штата. Штат вел переговоры по поводу федеральной и другой помощи для очистки и переработки этой воды, чтобы она не наносила дальнейший ущерб сельскому хозяйству штата и окружающей среде. В политическом плане с 1929 руководство штата представляет собой однопартийное правительство, а партия PRI, имела монополию на губернаторскую власть. Ни один из кандидатов от других партий не становился губернатором Идальго.

## Население

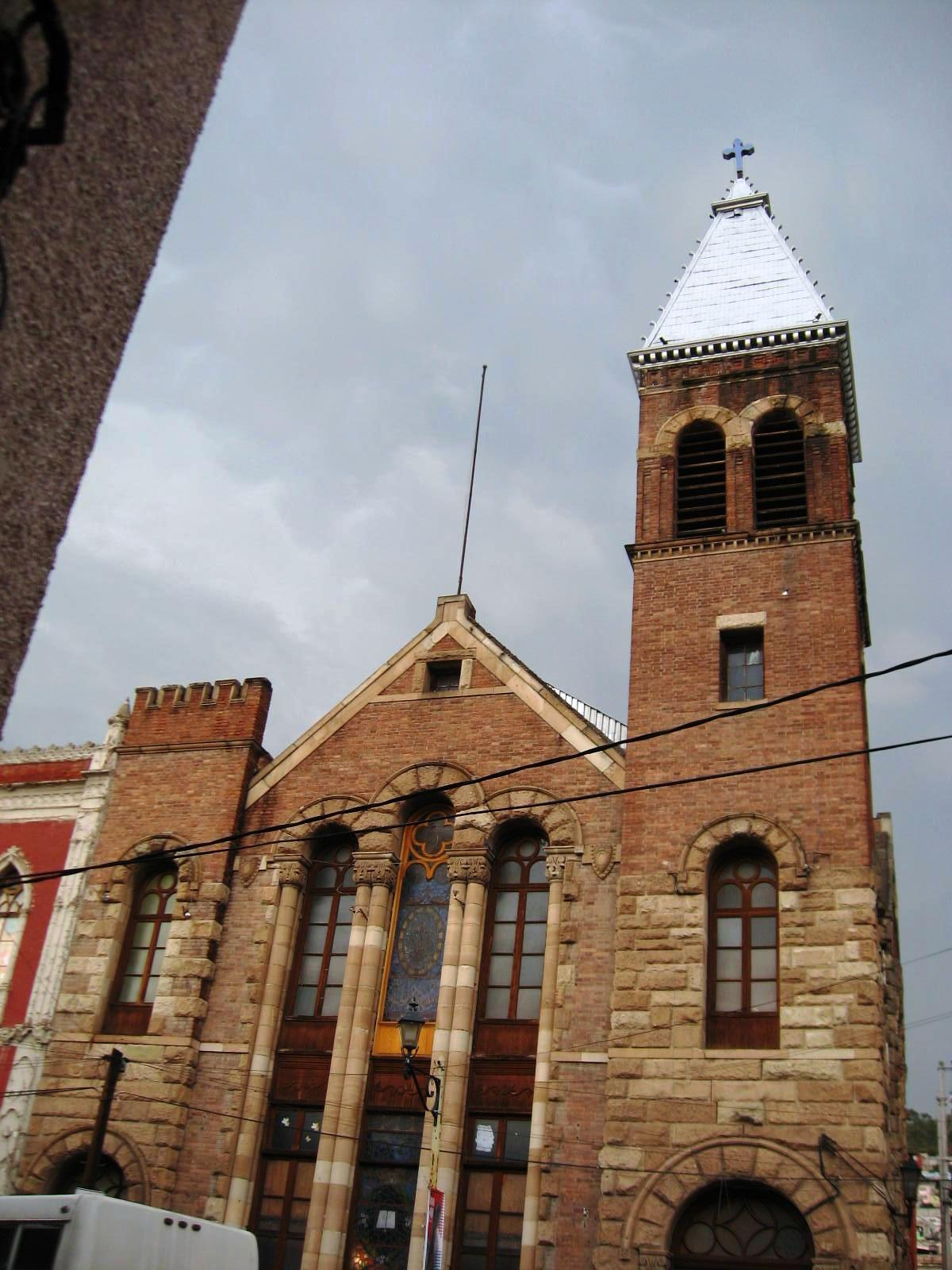
Церковь методистов, Толука

По данным на 2010 год население Идальго составляет 2 665 018 человек (2,3 % населения страны). 52 % населения проживают в городах, 48 % — в сельской местности. Более 90,8 % населения — католики, остальные главным образом протестанты, имеются меньшинства иудаистов.
Изменение численности населения:
- 1980 год — 1 547 493 чел.
- 1990 год — 1 888 366 чел.
- 1995 год — 2 212 473 чел.
- 2000 год — 2 235 591 чел.
- 2005 год — 2 345 514 чел.
- 2010 год — 2 665 018 чел.

Индейские языки:
Около 320 029 человек в штате Идальго говорят на различных индейских языках. Основные индейские языки включают: науатль (217 853 чел.), отоми (95 057 чел.), тепеуа (1 583 чел.), сапотекские языки (364 чел.) и др. Наибольшее число индейскоязычного населения проживает в муниципалитетах: Уэхутла (около 65 000 носителей), Исмикильпан (24 000 носителей) и Сан-Фелипе-Орисатлан (20 000 носителей).

## Административное деление

Административное деление Мексики

Административное деление штата Идальго

В административном отношении штат Идальго делится на 84 муниципалитета:

## Экономика

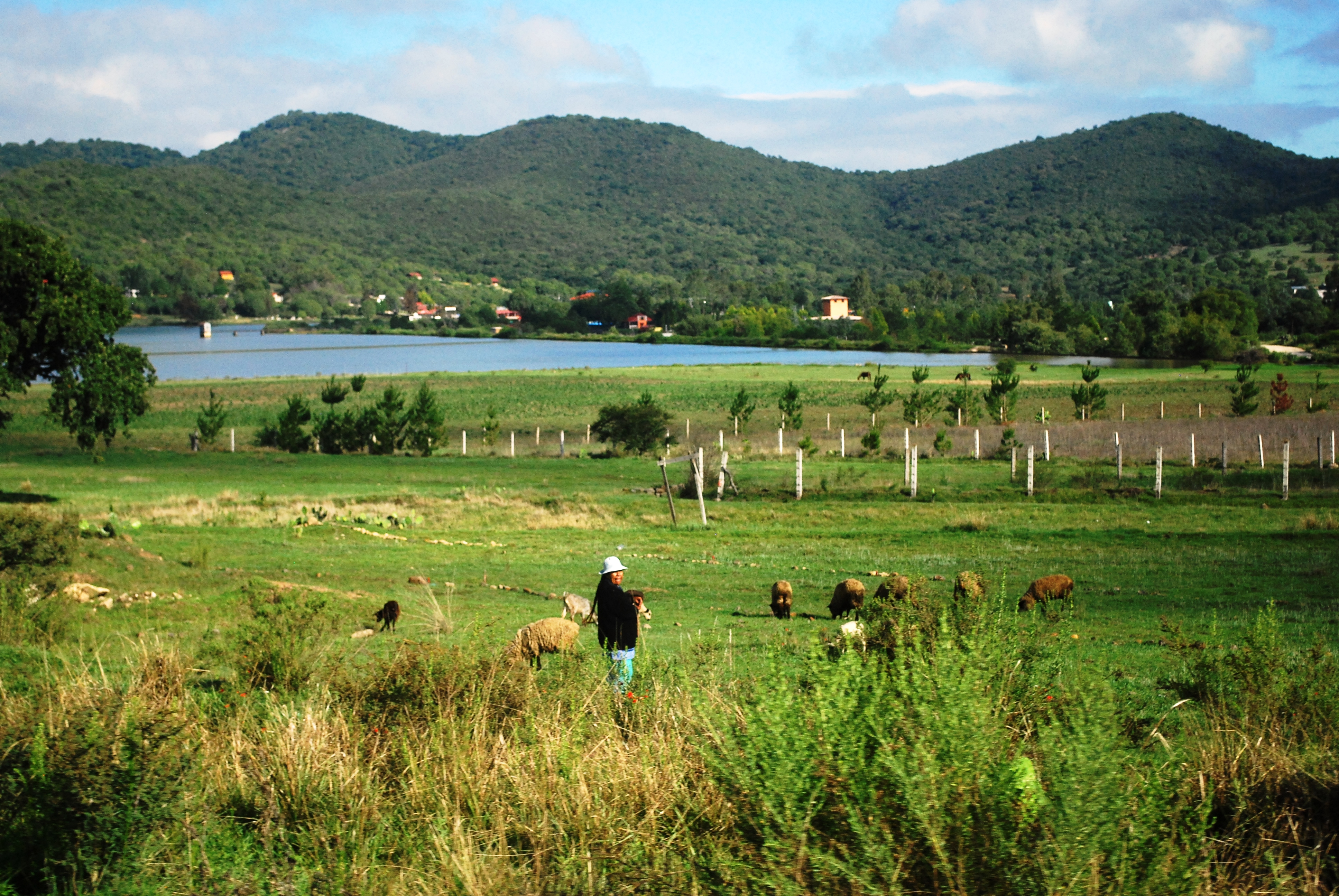
Выпас овец, Идальго

Традиционно экономика штата базировалась на горной промышленности и сельском хозяйстве, промышленность стала занимать важное место лишь в последнее время. Наиболее важная сельскохозяйственная культура — кукуруза, за ней следуют: ячмень, бобы, овес, пшеница, зелёный перец чили, тыква, помидоры. В сельском хозяйстве и скотоводстве занято более 25 % населения Идальго.
Полезные ископаемые включают магний, цинк, серебро, известняк и олово. Имеются также месторождения золота, меди, кадмия и серы. Имеется природный газ и нефть. В промышленном секторе важное место занимает пищевая промышленность, в особенности производство мясных продуктов и птицы. Развито производство одежды, текстиля, фармацевтическая промышленность и др.

## Герб
Герб штата представляет собой щит горизонтально поделённый пополам. В верхнем поле изображены коричневый холм, который символизирует горы Идальго. Слева от него бронзовый колокол — символ города Долорес, где произошёл призыв к независимости, т. н. «Клич Долореса». Справа от холма красный фригийский колпак свободы, украшенный тремя лавровыми ветвями — символом победы в 1821. В нижнем поле изображены символы вооружённой борьбы и независимости, реформ и революции — барабан и два пушечных ядра. Щит имеет золотую кайму — символ богатства. Сопровождают щит два флага — исторический флаг Девы Марии Гваделупской и государственный флаг Мексики, скрещённые за щитом. Герб был разработан по проекту Х. Васконселоса (José Vasconcelos) и принят в 1922. Штат Идальго не имеет официально утверждённого флага. Часто используется белое полотнище с изображением герба в центре.